# Xã Salt Creek, Quận Mitchell, Kansas
Xã Salt Creek (tiếng Anh: Salt Creek Township) là một xã thuộc quận Mitchell, tiểu bang Kansas, Hoa Kỳ. Năm 2010, dân số của xã này là 33 người.